# 祖比夫卡 (哈爾科夫州)
49°58′27″N 34°59′49″E / 49.97417°N 34.99694°E
祖比夫卡（烏克蘭語：Зубівка）是位於烏克蘭東部的村莊，由哈爾科夫州博霍杜希夫區的克拉斯諾庫特斯克市鎮負責管轄。該村始建於1910年，面積0.31平方公里，海拔高度101米，2001年人口26，人口密度每平方公里83.1人。